# Zapolice
Zapolice [pronunciación en polaco: /zapɔˈlitsɛ/] es un pueblo ubicado en el distrito administrativo de Gmina Kodrąb, dentro del Distrito de Radomsko, Voivodato de Łódź, en Polonia central. Se encuentra aproximadamente a 2 kilómetros al sur de Kodrąb, a 14 kilómetros al este de Radomsko, y a 79 kilómetros al sur de la capital regional Łódź.